# Orthogonale polynomen
In de wiskunde is een stelsel orthogonale polynomen een rij polynomen van toenemende graad die onderling orthogonaal zijn met betrekking tot een of ander inproduct. Veel gebruikte en bekende stelsls zijn de hermite-polynomen, de laguerre-polynomen, de legendre-polynomen, de jacobi-polynomen en de chebyshev-polynomen. Orthogonale polynomen treden op als oplossingen van speciale differentiaalvergelijkingen en vinden toepassing in numerieke benaderingen van integralen.

## Definitie
Een stelsel polynomen {\displaystyle P_{0},P_{1},\ldots ,P_{n},\ldots }, waarin {\displaystyle P_{n}} een polynoom van de graad {\displaystyle n} is, heet orthogonaal op het interval {\displaystyle [a,b]} met betrekking tot de gewichtsfunctie {\displaystyle w(x)}, als voor {\displaystyle n\neq m} geldt:
{\displaystyle \int _{a}^{b}w(x)P_{n}(x)P_{m}(x)\,\mathrm {d} x=0}
Als de polynomen genormeerd zijn, d.w.z.
{\displaystyle \|P\|^{2}=\int _{a}^{b}w(x)(P_{n}(x))^{2}\mathrm {d} x=1}
dan heet het stelsel orthonormaal:
{\displaystyle \int _{a}^{b}w(x)P_{n}(x)P_{m}(x)\,\mathrm {d} x=\delta _{nm}}
met {\displaystyle \delta _{nm}} de kroneckerdelta, dus 1 als {\displaystyle n=m} en 0 {\displaystyle n\neq m}.

## Constructie
Een stelsel orthogonale polynomen kan geconstrueerd worden door orthogonalisering van de rij eenvormen {\displaystyle 1,x,x^{2},\ldots ,x^{n},\ldots } met behulp van de Gram-Schmidtmethode.
De coëfficiënten van de polynoom {\displaystyle P_{n+1}} uit een orthogonaal stelsel volgen, op een schaalfactor na, ook uit de eis dat {\displaystyle P_{n+1}} orthogonaal moet zijn met de voorgaande polynomen {\displaystyle P_{0},P_{1},\ldots ,P_{n}}.

## Voorbeeld
Een orthogonaal stelsel voor het interval {\displaystyle [-1,1]} en gewichtsfunctie {\displaystyle w(x)=1} wordt bepaald door:
{\displaystyle P_{0}(x)=1}
{\displaystyle P_{1}(x)=x+a=x}, want
{\displaystyle \int _{-1}^{1}P_{0}(x)P_{1}(x)\,\mathrm {d} x=\int _{-1}^{1}(x+a)\,\mathrm {d} x=2a=0}, dus {\displaystyle a=0}
{\displaystyle P_{2}(x)=x^{2}+bx+a=x^{2}-{\tfrac {1}{3}}}, want
{\displaystyle \int _{-1}^{1}P_{0}(x)P_{2}(x)\,\mathrm {d} x=\int _{-1}^{1}(x^{2}+bx+a)\,\mathrm {d} x={\tfrac {2}{3}}+2a=0}, dus {\displaystyle a=-{\tfrac {1}{3}}}.
{\displaystyle \int _{-1}^{1}P_{1}(x)P_{2}(x)\,\mathrm {d} x=\int _{-1}^{1}x(x^{2}+bx+a)\,\mathrm {d} x={\tfrac {2}{3}}b=0}, dus {\displaystyle b=0}.
Enzovoort; steeds is 1 als coëfficiënt van de hoogste macht gekozen.
De berekeningen kunnen sterk vereenvoudigd worden door de constatering dat
- vanwege de orthogonaliteit met {\displaystyle P_{0}(x)=1}, voor alle overige polynomen geldt:

{\displaystyle \int _{-1}^{1}P_{n}(x)\,\mathrm {d} x=0}
- vanwege de orthogonaliteit met {\displaystyle P_{0}(x)=1} en  {\displaystyle P_{1}(x)=x}, alle  polynomen slecht uit alleen even machten of alleen oneven machten van {\displaystyle x} bestaan.

Zo krijgt men:
{\displaystyle P_{3}(x)=x^{3}+ax=x^{3}-{\tfrac {3}{5}}x}, want
{\displaystyle \int _{-1}^{1}P_{1}(x)P_{3}(x)\,\mathrm {d} x=\int _{-1}^{1}(x^{4}+ax^{2})\,\mathrm {d} x={\tfrac {2}{5}}+{\tfrac {2}{3}}a=0}, dus {\displaystyle a=-{\tfrac {3}{5}}}.
Met de Gram-Schmidtmethode, met het inproduct
{\displaystyle \langle P_{i},P_{j}\rangle =\int _{-1}^{1}P_{i}(x)P_{j}(x)\,\mathrm {d} x}
krijgt men:
{\displaystyle P_{0}(x)=1}
{\displaystyle P_{1}(x)=x}, want {\displaystyle \langle P_{0},x\rangle =0}
{\displaystyle P_{2}(x)=x^{2}-{\frac {\langle P_{0},x^{2}\rangle }{\langle P_{0},P_{0}\rangle }}P_{0}(x)=x^{2}-{\frac {\tfrac {2}{3}}{2}}\cdot 1=x^{2}-{\tfrac {1}{3}}}
{\displaystyle P_{3}(x)=x^{3}-{\frac {\langle 1,x^{3}\rangle }{2}}\cdot 1-{\frac {\langle x,x^{3}\rangle }{\tfrac {2}{3}}}x-{\frac {\langle x^{2}-{\tfrac {1}{3}},x^{3}\rangle }{\langle x^{2}-{\tfrac {1}{3}},x^{2}-{\tfrac {1}{3}}\rangle }}(x^{2}-{\tfrac {1}{3}})=x^{3}-{\tfrac {3}{5}}x}, 
want {\displaystyle \langle x,x^{3}\rangle ={\tfrac {2}{5}}},{\displaystyle \quad \langle 1,x^{3}\rangle =0\quad } en {\displaystyle \quad \langle x^{2}-{\tfrac {1}{3}},x^{3}\rangle =0}

## Voorbeelden van orthogonale stelsels
| Integratiegrenzen        | Integratiegrenzen       | gewichtsfunctie                              | polynomen                       |
| ------------------------ | ----------------------- | -------------------------------------------- | ------------------------------- |
| {\displaystyle a}        | {\displaystyle b}       | {\displaystyle w(x)}                         | {\displaystyle R_{n}(x)}        |
| {\displaystyle -1}       | {\displaystyle 1}       | {\displaystyle 1}                            | legendre-polynoom               |
| {\displaystyle a}        | {\displaystyle b}       | {\displaystyle (x-a)^{p}(b-x)^{q}}           | jacobi-polynoom                 |
| {\displaystyle -1}       | {\displaystyle 1}       | {\displaystyle {\frac {1}{\sqrt {1-x^{2}}}}} | chebyshev-polynoom eerste soort |
| {\displaystyle -1}       | {\displaystyle 1}       | {\displaystyle {\sqrt {1-x^{2}}}}            | chebyshev-polynoom tweede soort |
| {\displaystyle -\infty } | {\displaystyle \infty } | {\displaystyle \exp(-x^{2})}                 | hermite-polynoom                |
| {\displaystyle 0}        | {\displaystyle \infty } | {\displaystyle \exp(-x)}                     | laguerre-polynoom               |
| {\displaystyle 0}        | {\displaystyle \infty } | {\displaystyle x^{p}\exp(-x)}                | geassocieerd laguerre-polynoom  |
De coëfficiënten van de polynomen en van hun afgeleiden zijn evenals hun nulpunten in een tabel te vinden.